# Atheta thulea
Atheta thulea är en skalbaggsart som beskrevs av Bertil Robert Poppius 1909. Atheta thulea ingår i släktet Atheta, och familjen kortvingar. Arten har ej påträffats i Sverige.